# Prodidomus granulosus
Prodidomus granulosus är en spindelart som beskrevs av Cooke 1964. Prodidomus granulosus ingår i släktet Prodidomus och familjen Prodidomidae.
Artens utbredningsområde är Rwanda. Inga underarter finns listade i Catalogue of Life.